# Hotel Fawlty
Hotel Fawlty (títol original en anglès Fawlty Towers) és una comèdia anglesa, produïda per la BBC, on John Cleese és Basil Fawlty, el temperamental i bocamoll propietari de Fawlty Towers, un hotel ple de crisis, caos, i personatges estranys. Tot i comptar només amb 12 episodis, la sèrie ha tingut una repercussió internacional força notable, arribant a ocupar la primera posició a la llista dels 100 millors programes de televisió escollits per l'Institut Britànic de Cinema (BFI). L'acció es desenvolupa en un hotel fictici situat a Torquay, una localitat de la costa anglesa de Devon.

## Inspiració
Fawlty Towers està inspirada en una estada dels Monty Python en un hotel de Torquay (Gleneagles Hotel) el maig de 1970 per a filmar algunes escenes exteriors per alguns esquetxos de Monty Python's Flying Circus.
Mentre la resta de l'equip va canviar a l'Imperial Hotel, Cleese i Both es van quedar allotjats a l'hotel estudiant el divertit personatge. Durant la seva estada el comportament de l'amo de l'establiment, Donald Sinclair, va ser força peculiar: una vegada li va tirar un pamflet amb l'horari dels autobusos a un client que li demanava l'hora d'arribada del bus; en una altra ocasió, va posar la motxilla de l'actor Eric Idle al pati pensant que contenia una bomba. Malgrat la insistència de John Cleese en el sentit que no era així, l'amo de l'hotel va agafar la motxilla i la va llançar enèrgicament darrere un mur que hi havia al jardí. El que hi havia dins la motxilla era un rellotge amb alarma. També criticava les maneres a taula del nord-americà Terry Gilliam per ser "massa" nord-americà, deia que agafava la forquilla amb la mà equivocada mentre menjava, inspirant possiblement l'episodi de l'amanida de Waldorf.
John Cleese era un guionista de la sèrie anglesa Doctor a casa (Doctor in the House), produïda per London Weekend Television per a la cadena ITV. Va desenvolupar el personatge en un episodi de la sèrie emès el 30 de maig de 1971, sobre un director d'hotel d'una petita localitat agressiu i incompetent. El productor de Doctor, Humphrey Barclay, va suggerir a Cleese que un hotel i un hoteler com aquest serien ingredients ideals per a una sèrie completa. Al principi Cleese no n'estava tan segur, però tot i així va guardar la idea al seu cap.
A mitjans de la dècada del 1970, Bill Cotton, directiu de Light Entertainment de la BBC, després de la gravació dels primers capítols va comentar que “l'espectacle era un exemple primari de la relaxada actitud de la BBC per triar de treure nous formats d'entreteniment i animar a produir noves idees”. A més, va afegir que els canals comercials, amb el seu grau d'èmfasi per l'audiència, mai no haurien deixat que el programa arribés als escenaris de producció basant-se només als guions.
Els guionistes Cleese i Booth estaven casats durant la primera temporada (1975). Al llarg de la segona (1979) es van divorciar, després de 10 anys de matrimoni.

## Personatges principals
- Basil Fawlty interpretat per John Cleese.
- Sybil Fawlty és la dona de Basil, interpretada per Prunella Scales.
- Polly Sherman interpretada per Connie Booth és inicialment contractada com a cambrera, tot i que de vegades sembla realitzar altres tasques a l'hotel, potser per a obtenir una mica de diners extres.
- Manuel interpretat per Andrew Sachs. Es tracta d'un immigrant de Barcelona que treballa com a cambrer a l'hotel. La seva ingenuïtat natural i les dificultats amb l'idioma, fan que provoqui confusions i malentesos contínuament. El pobre Manuel rep abusos verbals i físics de part del seu cap Basil. Una de les frases mítiques de la sèrie utilitzada freqüentment per Basil per referir-se al comportament estrambòtic de Manuel és: He is from Barcelona (És de Barcelona). També ell cada cop que no entén alguna cosa o fica la pota s'excusa dient: I know nothing I come from Barcelona (Jo no sé res, sóc de Barcelona). Aquesta caracterització va ser titllada de racista i xenòfoba en el seu moment. En realitat el personatge reflecteix els prejudicis dels anglosaxons cap als immigrants. En la traducció al català, aquest personatge era mexicà. L'actor que interpreta a Manuel és d'origen alemany, el personatge utilitza també sovint les paraules "Que?" i "sí".

## Actors i doblatge
La sèrie va ser doblada al català l'any 1986.
| Actor / actriu original | Actor / actriu original (català) | Personatge fictici |
| ----------------------- | -------------------------------- | ------------------ |
| John Cleese             | Ricard Solans                    | Basil Fawlty       |
| Prunella Scales         | Maife Gil                        | Sybil Fawlty       |
| Andrew Sachs            | Miguel Ángel Valdivieso          | Manuel             |
| Connie Booth            | Ana Maria Solsona                | Polly Shearman     |
| Ballard Berkeley        | Felipe Peña                      | Comandant Gowen    |
| Gilly Flower            | Elvira Jofre                     | Miss Abitha Tibbs  |
| Renee Roberts           | Xita Bardem                      | Miss Ursula Gatsby |
| Brian Hall              | Joan Zanni                       | Terry              |
| Terence Conoley         | Josep Maria Alarcón              | Sr. Wareing        |
| Robin Ellis             | Xavier Angelat                   | Danny Brown        |
| Michael Gwynn           | Claudi García                    | Lord Melbury       |
| Martin Wyldeck          | Viçens Manel Domènech            | Sir Richard Morris |
| James Appleby           | Josep Maria Ullod                | Stubbs             |
| Michael Cronin          | Francesc Figuerola               | Lurphy             |
| Michael Halsey          | Albert Díaz                      | Jones              |
| David Kelly             | Alfred Lucchetti                 | O'reilly           |
| Trevor Adams            | Joan Pera                        | Alan               |
| Yvonne Gilan            | Glòria Roig                      | Madame Negligé     |
| Diana King              | Marta Padovan                    | Sra. Lloyd         |
| Conrad Phillips         | Isidro Sola                      | Sr. Lloyd          |
| April Walker            | Núria Domènech                   | Jean               |
| James Cossins           | Josep Maria Alarcón              | Sr. Walt           |
| Bernard Cribbins        | Josep Maria Angelat              | Sr. Hutchinson     |
| Elizabeth Benson        | Pepa Arenós                      | Sra. Heath         |
| Richard Caldicot        | Ramon Puig                       | Sr. Twitchen       |
| Allan Cuthbertson       | Jordi Estadella                  | Coronel Hall       |
| André Maranne           | Albert Díaz                      | André              |
| Tony Page               | Viçens Manel Domènech            | Mestre Heath       |
| Steve Plytas            | Ricard Palmerola                 | Kurt               |
| Brenda Cowling          | Marta Martorell                  | Germana            |
| Louis Mahoney           | Miquel Cors                      | Doctor             |
| Bill Bradley            | Antonio Crespo                   | Sr. Mackintosh     |
| Robert Lankesheer       | Manuel Lázaro                    | Sr. Thurston       |
| Joan Sanderson          | Marta Martorell                  | Srta. Richards     |
| Johnny Shannon          | Joan Crosas                      | Sr. Firkins        |
| Elspet Gray             | Isabel Muntaner                  | Sra. Abbott        |
| Basil Henson            | Claudi García                    | Dr. Abbott         |
| Nicky Henson            | Joan Pera                        | Sr. Johnson        |
| Bruce Boa               | Joan Borràs                      | Sr. Hamilton       |
| Anthony Dawes           | Vicenç Manel Domènech            | Sr. Libson         |
| Dorothy Frere           | Carme Contreras                  | Miss Hare          |
| Claire Nielson          | Pilar Rubiella                   | Sra. Hamilton      |
| Beatrice Shaw           | Enriqueta Linares                | Miss Gurke         |
| Geoffrey Palmer         | Joaquim Díaz                     | Dr. Price          |
| Derek Royle             | Joan Velilla                     | Sr. Leeman         |
| Robert Arnold           | Jordi Vilaseca                   | Arthur             |
| Ken Campbell            | Eduard Lluís Muntada             | Roger              |
| Roger Hume              | Joan Crosas                      | Reg                |
| Pat Keen                | Carme Contreras                  | Virginia           |
| Christine Shaw          | Aurora García                    | Audrey             |
| Melody Lang             | Maria Lluïsa Magaña              | Sra. Taylor        |
| John Quarmby            | Isidro Sola                      | Inspector Carnegie |
| James Taylor            | Pep Sais                         | Sr. Taylor         |

## Doblatge de la sèrie
La sèrie es va emetre en català a partir de l'any 1986 per TV3. En el doblatge català i francès, el personatge Manuel va conservar el seu nom, tenia nacionalitat mexicana i parlava amb accent mexicà. En el doblatge en castellà, Manuel tenia nacionalitat italiana i va rebre el nom de Paolo. Això no obstant, els problemes que comportava el doblatge i l'adaptació del personatge de Manuel van confondre aparentment a TVE, que va retirar la sèrie de la programació sense avís previ. En la versió basca, Manuel va conservar tant el nom com la seva nacionalitat original.

## Episodis
La sèrie s'organitza en dues temporades de 6 capítols cadascuna. La primera (1975) fou dirigida i produïda per John Howard Davies i la segona (1979) va ser dirigida per Bob Spiers, i produïda per Douglas Argent.

### Primera temporada 1975
1. Un toc de classe (A Touch of Class)
2. Els obrers (The Builders)
3. La boda (The Wedding Party)
4. Els inspectors (The Hotel Inspectors)
5. Nits gastronòmiques (Gourmet Night)
6. Els alemanys (The Germans)

### Segona temporada 1979
1. Problemes de comunicació (Communication Problems)
2. El psiquiatre (The Psychiatrist)
3. L'amanida Waldorf (Waldorf Salad)
4. L'arengada i el cadàver (The Kipper and the Corpse)
5. L'aniversari (The Anniversary)
6. Basil, la rata (Basil the Rat)